# Louis-Pierre-Eugène Sédillot
Pour les articles homonymes, voir Sédillot.
Louis Pierre Eugène Amélie Sédillot, né à Paris le 23 juin 1808 où il est mort le 2 décembre 1875, est un orientaliste et un historien français des sciences et des mathématiques.

## Biographie
Son père, Jean Jacques Emmanuel Sédillot, orientaliste et astronome, travailla aux côtés de Delambre et de Laplace. Son frère aîné, Charles-Emmanuel Sédillot, devint un chirurgien réputé. Louis-Amélie montra lui aussi des dispositions pour les études. Il commença une carrière de professeur d'histoire avant de devenir secrétaire du Collège de France et de l'École des langues orientales en 1832, où il succéda à son père et se chargea de faire paraître ses travaux inédits.
Sa qualité d'orientaliste lui fit faire des progrès intéressants sur les échanges entre les cultures dans l'histoire des sciences.
Son Manuel de la Bourse a été publié sous le pseudonyme de Lamst.

## Publications

### Sélection
- Manuel de la Bourse, contenant des notions exactes sur les effets publics français et étrangers, avec l'état de leur cours respectif depuis l'origine ; sur les affaires qui se traitent à la Bourse de Paris, 1829
- (Publication d'une œuvre de son père) (fr + ar) Traité des instruments astronomiques des Arabes composé au treizième siècle par Aboul Hhassan Ali, de Maroc, intitulé Collection des commencements et des fins, traduit de l'arabe sur le manuscrit 1147 de la Bibliothèque royale par J.-J. Sédillot, et publié par L.-Am. Sédillot, 2 volumes, 1834-1835 (En ligne : vol. 1, 1834)
- Manuel classique de chronologie, 2 volumes, 1834-1850
- Mémoire sur les instruments astronomiques des Arabes, 1841
- Mémoire sur les systèmes géographiques des Grecs et des Arabes, 1842 — Illustré
- Supplément au Traité des instruments astronomiques des Arabes, 1844
- Matériaux pour servir à l'histoire comparée des sciences mathématiques chez les Grecs et les Orientaux, 2 volumes, 1845–1849 (En ligne : vol. 1 ; vol. 2)
- Prolégomènes des tables astronomiques d'Oloug-Beg, publiés avec notes et variantes et précédés d'une introduction, 1847 ; 1853
- Histoire générale des Arabes; leur empire, leur civilisation, leurs écoles philosophiques, scientifiques et littéraires , livre de la série « Histoire universelle : publiée par une société de professeurs et de savants » sous la direction de V. Duruy, 1854 ; 1877; (En ligne : vol. 1 ; vol. 2). Réédition : Plan-de-la-Tour : Éd. d'Aujourd'hui, coll. « Les Introuvables », 1984Traduit en arabe sur l'initiative d'Alî Mubârak
- Mémoire sur l'origine de nos chiffres, 1865
- Les professeurs de mathématiques et de physique générale au Collège de France, avec des notes de Baldassare Boncompagni, Rome, 1869. Réédition : Ann Arbor : UMI, 1992

### Listes de publications
- Gustave Dugat, Histoire des orientalistes de l'Europe du XIIe au XIXe siècle, p. 132 — 50 titres